# O tempora, o mores

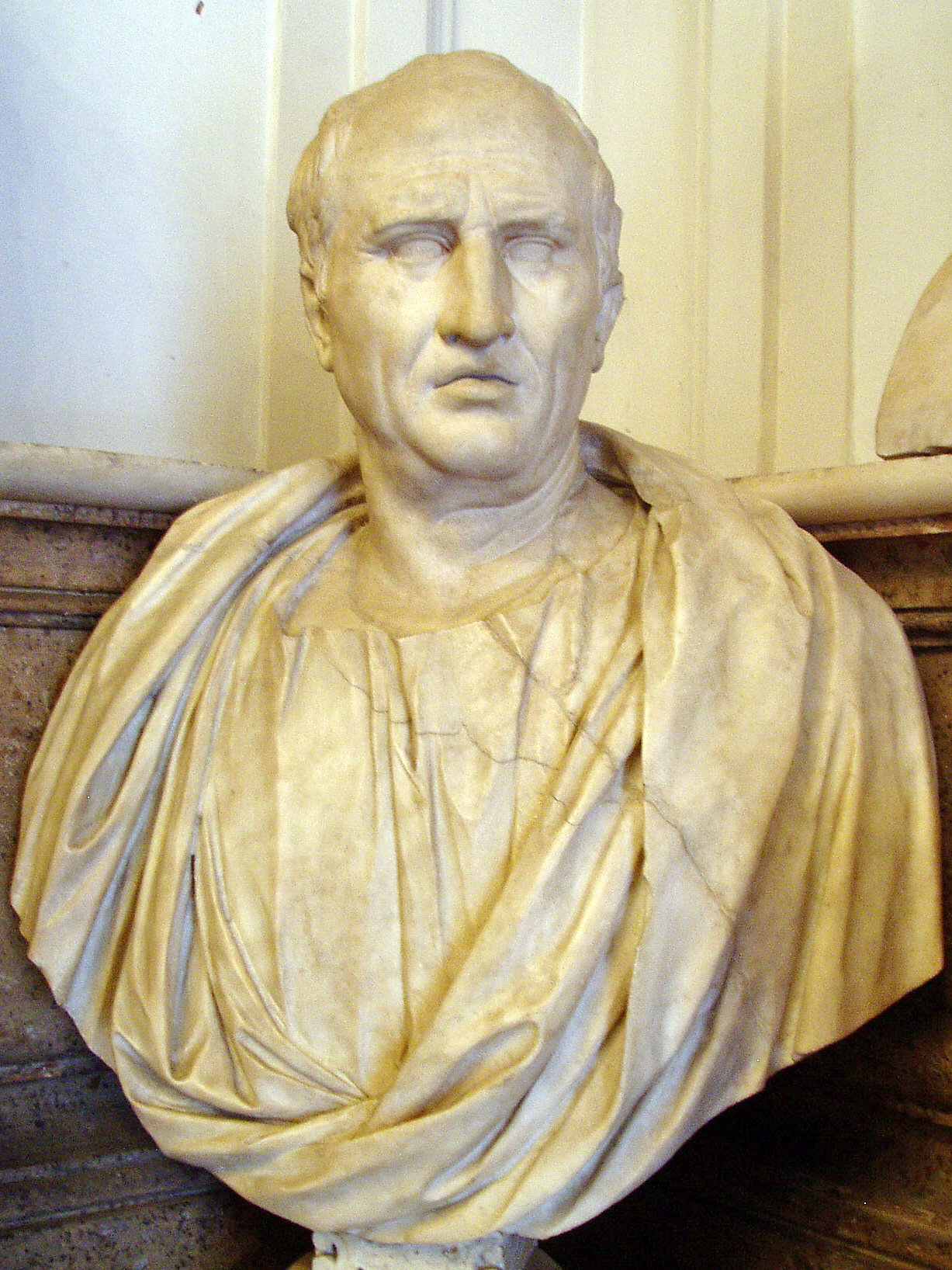
Cicerone

O tempora, o mores, locuzione latina, è una frase di Cicerone, dal quarto libro della sua seconda orazione contro Verre (capitolo 25) e dalla Prima orazione contro Catilina. Si traduce letteralmente con Che tempi! Che costumi!
Nel suo discorso di apertura contro Catilina, Cicerone deplora la perfidia e la corruzione dei suoi tempi. Egli è frustrato dal fatto che, nonostante tutte le prove addotte contro Catilina, che stava cospirando per rovesciare il governo romano e assassinare Cicerone stesso, e nonostante il fatto che il Senato avesse dato il Senatus consultum ultimum, Catilina non era ancora stato giustiziato. Cicerone continua descrivendo i vari episodi della storia romana in cui dei consoli hanno condannato a morte dei cospiratori con prove minori, a volte - nel caso dell'ex console Lucio Opimio, uccisore di Gaio Gracco (uno dei fratelli Gracchi) - sulla base del solo "quasdam seditionum suspiciones", sospetto di insurrezione (sezione 2, Linea 3).
Questa frase è ora usata anche, ma non solo, nella lingua italiana, per criticare usi e costumi del presente, per lo più in tono ironico o sarcastico.
Si fa notare che tale locuzione, contrariamente a quanto spesso avviene, non va letta come un aut-aut. Essa non è infatti una locuzione che intende una scelta: nella lingua Latina le due parole rappresentano un vocativo, e dunque va letto come vocazione. "Che tempi!" - "Che costumi!", in tono anche spregiativo.